# 신용출자
신용출자(信用出資)는 자기의 신용을 자본으로서 회사에 제공하는 것을 말한다. 다시 말하면, 회사를 위해 보증하거나, 물적 담보의 제공, 회사가 발행하는 어음에 인수 또는 배서를 하는 것 등이다. 신용출자는 민법상 조합의 조합원, 합명회사의 사원, 합작회사의 무한책임사원에게 인정된다. 회사나 조합의 신용을 높이기 위해 조합이나 회사에 가입하여 채권자에 대한 책임을 지는 것도 신용의 출자라고 하며, 이 경우 조합계약이나 정관에 그 취지를 기재하여야 한다.